# Bertrand VI de La Tour d'Auvergne
Pour les articles homonymes, voir Bertrand de La Tour d'Auvergne.
Bertrand VI de La Tour d'Auvergne (1417 - 26 septembre 1497), comte d'Auvergne, de Boulogne, et seigneur de La Tour, est le fils de Bertrand V de La Tour d'Auvergne et de Jacquette du Peschin.

## Biographie
Il épouse le 30 janvier 1445 Louise de La Trémoille, fille de Georges Ier de La Trémoille et de Catherine de L'Isle-Bouchard, qui lui donne cinq enfants:
- Jean IV d'Auvergne, père d'Anne et de Madeleine de La Tour d'Auvergne. Cette dernière est la mère de la future reine de France, Catherine de Médicis. À défaut de successeur mâle, Anne puis sa nièce Catherine héritèrent du comté d'Auvergne.
- Catherine de La Tour d'Auvergne, qui épouse le 26 novembre 1469 Gilbert de Chabannes alias de Curton.
- Jeanne de La Tour d'Auvergne, qui épouse le 29 novembre 1472 Aymar de Poitiers, sire de Saint-Vallier : parents de Jean et grands-parents paternels de Diane de Poitiers.
- Anne de La Tour d'Auvergne (morte le 13 octobre 1512), qui épouse le 16 février 1480 Alexandre Stuart, duc d'Albany, puis en secondes noces le 15 février 1487, Louis de La Chambre.
- Louise de La Tour d'Auvergne, qui épouse en 1486 Claude de Blaisy, vicomte d'Arnay.

En 1477, Bertrand II de la Tour accepta d'échanger le comté Boulogne contre le Lauragais avec le roi Louis XI, Boulogne entra ainsi dans le domaine royal.

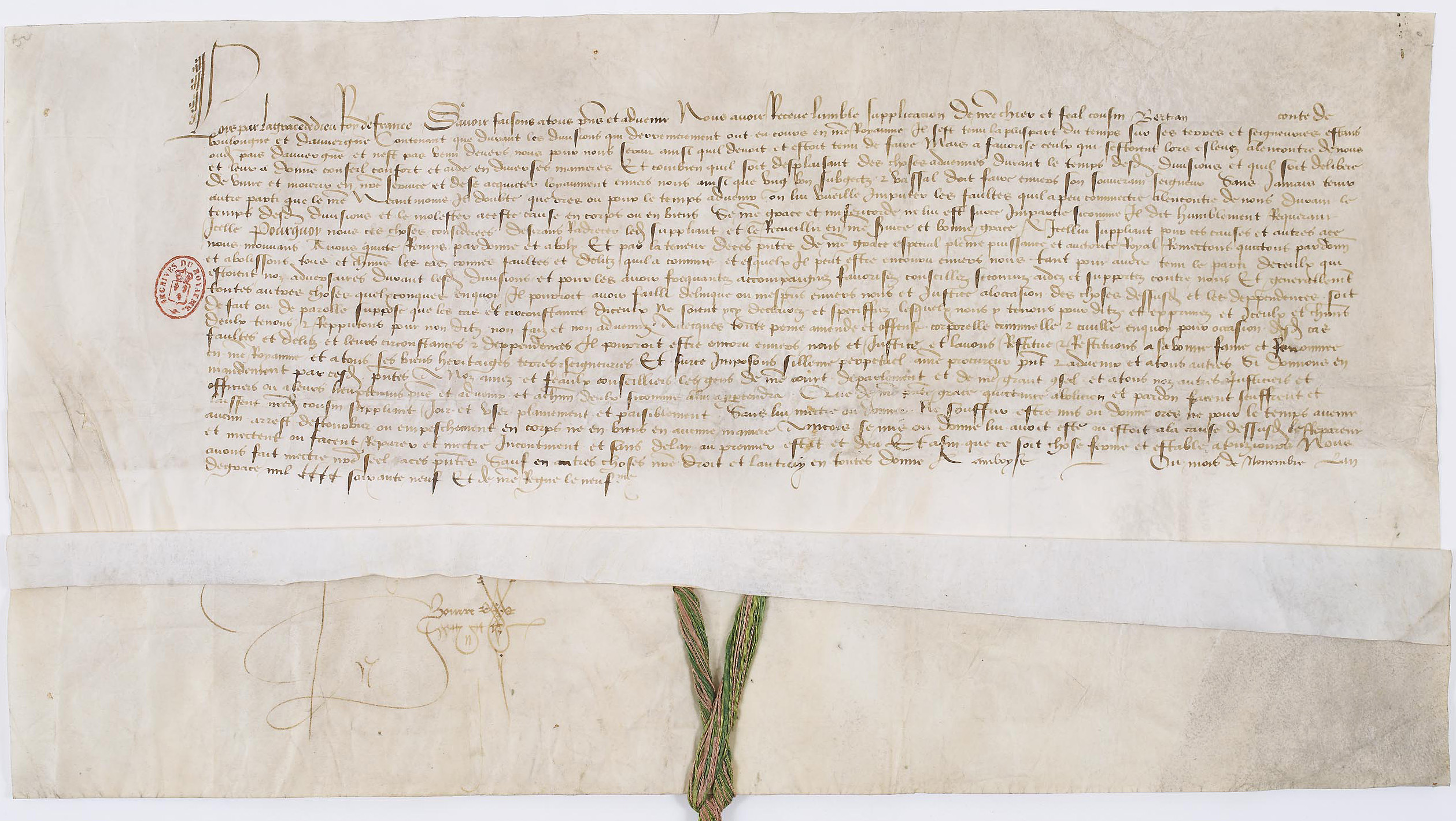
Louis XI, roi de France, rédige en novembre 1469 des lettres de grâce en faveur de Bertrand de la Tour. Archives nationales de France.